# Căzănești
Căzănești ist eine Kleinstadt im Kreis Ialomița in Rumänien. 

## Geographische Lage

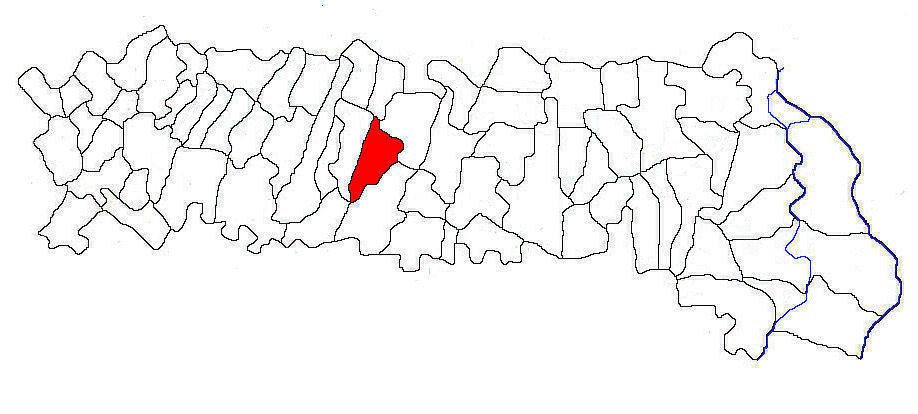
Lage von Căzănești im Kreis Ialomița

Căzănești liegt in der Bărăgan-Steppe – einem Teil der Walachischen Tiefebene – nördlich des Flusses Ialomița. Die Kreishauptstadt Slobozia befindet sich etwa 30 km östlich, die Landeshauptstadt Bukarest ca. 80 km südwestlich.

## Geschichte
Etwa 400 m westlich des heutigen Ortes wurden Reste einer getischen oder dakischen Siedlung entdeckt. Căzănești wurde 1596 erstmals urkundlich erwähnt. Der Ostteil des heutigen Stadtgebietes war bis zum 19. Jahrhundert Teil eines Klosterbesitzes, der unter der Herrschaft von Alexandru Ioan Cuza säkularisiert wurde. 1864 verlegten die Bewohner des ursprünglich unmittelbar an der Ialomița gelegenen Dorfes ihre Siedlung an ihren heutigen Ort. Căzănești und seine Umgebung wurden vom Bauernaufstand in Rumänien 1907 erfasst. Nach dem Ersten Weltkrieg wurde Căzănești Sitz einer Gemeinde. 1950 bis 1955 entstand nordwestlich des Dorfes ein großer landwirtschaftlicher Betrieb. 2004 wurde Căzănești zur Stadt erklärt.
Die wichtigsten Erwerbszweige sind die Landwirtschaft und die Kleinindustrie.

## Bevölkerung
1930 lebten auf dem Gebiet der heutigen Stadt etwa 2000 Bewohner, nahezu ausschließlich Rumänen. Bei der Volkszählung 2002 wurden 3641 Einwohner gezählt, darunter 3158 Rumänen und 482 Roma.

## Verkehr
Căzănești liegt an der Bahnstrecke von Slobozia nach Urziceni. In beide Richtungen verkehren derzeit (2009) pro Tag und Richtung etwa fünf Nahverkehrszüge. Durch die Stadt verläuft die Europastraße 60.

## Sehenswürdigkeiten
- Kirche Sf. Nicolae (1858)